# Àbac
|  | Aquest article tracta sobre la màquina de calcular. Vegeu-ne altres significats a «Àbac (desambiguació)». |

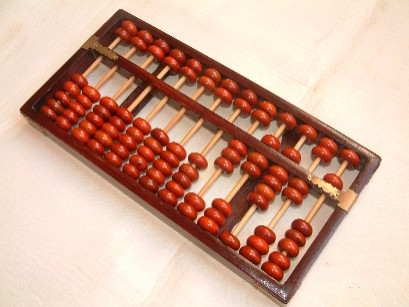
Àbac xinès marcant el nombre 37.925

L'àbac (del llatí abăcus, i grec άβαξ-ακος, que significa "taula") és una eina per al càlcul manual d'operacions aritmètiques, que consisteix en un marc amb varetes paral·leles per on es fan córrer boles. S'hi poden representar nombres enters o decimals. Cada vareta normalment representa un dígit d'un nombre de diversos dígits disposat segons un sistema de numeració posicional com ara la base deu.
L'àbac generalment s'usa per a efectuar les operacions aritmètiques bàsiques (suma, resta, multiplicació i divisió).
A més dels àbacs basats en boles o pedres també s'han desenvolupat àbacs que fan servir els nombres decimals. El primer va ser l'àbac de Gerbert, que el va inventar al voltant de l'any 1000 després d'haver après els nombres decimals a Vic i a Ripoll sota la protecció del comte Borrell II de Barcelona. L'àbac neperià incorpora unes regletes que contenen la taula de multiplicar facilitant aquesta operació que amb l'àbac de Gerbert requereix la memorització de les taules. Les regletes de Genaille-Lucas milloren les de Napier i permeten llegir directament el resultat de la multiplicació sense fer sumes intermèdies.
En l'Amèrica precolombina també s'havien desenvolupat instruments de càlcul basats en boles anomenats yupana i un sistema d'enregistrament de dades i nombres anomenat quipu. El seu funcionament es desconeix perquè els espanyols varen prohibir-ne i perseguir-ne l'ús i ensenyament. Els investigadors creuen que el yupana es feia servir emprant els nombres de Fibonacci.

## Història
En èpoques molt primerenques l'home primitiu va trobar materials per a idear instruments per a comptar. És probable que el seu inici fos una superfície plana i pedres que es movien sobre línies dibuixades amb pols. Avui dia es tendeix a pensar que l'origen de l'àbac es troba a l'Xina, on l'ús d'aquest instrument encara és notable, igual que al Japó.

### Àbac a Mesopotàmia
L'àbac Sumeri apareix en el període comprès entre els anys 2700-2300 aC. Aquest era format per una taula de successives columnes que delimitaven les successives ordres de magnitud el sistema sexagesimal que empraven. No obstant diferents experts sostenen que els sumeris "podien haver utilitzat l'àbac per a les operacions d'addició i sostracció; tanmateix, aquest mecanisme primitiu resultava difícil d'utilitzar per a càlculs més complexos".

### Àbac a l'antic Egipte
L'historiador grec Heròdot esmenta l'ús de l'àbac a l'antic Egipte. Descriu que els egipcis manipulaven els còdols de dreta a esquerra, en contraposició a la direcció esquerra-dreta emprada pels grecs. S'han trobat diverses restes arqueològiques en forma de discs de diferents mides, fet que porta a pensar als arqueòlegs que foren emprats com a comptes de l'àbac. Tanmateix, no s'han trobat descripcions de paret d'aquest instrument, fet que suscita algun dubte sobre l'abast de la utilització d'aquest instrument.

### Àbac a Pèrsia
Durant la Dinastia Aquemènida, al voltant de 600 aC els perses començaren a estendre l'ús de l'àbac. Sota els imperis Arsàcides i Sassànida Iranians, els estudiosos d'aquests intercanviarien coneixements i invencions amb els pobles veïns (l'Índia, la Xina, i l'Imperi Romà). Es considera que aquest intercanvi de coneixement i tecnologia portà l'expansió en l'ús de l'àbac a la resta de països.

## Àbacs en què les xifres es representen per la posició d'un conjunt de pedres o indicadors
Les diferents civilitzacions han desenvolupat o adaptat diferents àbacs. En general, fan servir un sistema de numeració posicional de base decimal i quinària. Les diferències entre els uns i els altres es troben en si les pedres estan unides o no a la taula, si els decimals també són en base deu o base dotze, la posició cap on es desplacen les pedres per a adoptar valors significatius. En el cas de l'àbac xinès hi ha més pedres per a permetre emprar nombres en base 16.
En aquests àbacs les operacions d'addició i sostracció són gairebé immediates afegint o traient les pedres que representen un nombre de les que representen l'altre i arranjant el resultat.
Les multiplicacions consisteixen a sumar repetides vegades el nombre, però aprofitant les propietats de la base decimal i quinària el nombre de sumes es redueix. Així, multiplicar per deu és desplaçar les pedres una columna, multiplicar per cinc és desplaçar-les mitja i arranjar-les, o multiplicar per 8 és multiplicar per 10 i restar el doble.
Pel que fa a les divisions es basen a restar repetidament del dividend el divisor i comptar quantes vegades es pot fer l'operació, però aprofitant principis com l'anterior per reduir el nombre de moviments.
La multiplicació i la divisió requereixen més moviments que amb els àbacs que empren símbols per representar les xifres, però no cal aprendre les taules de multiplicar per a emprar-los.

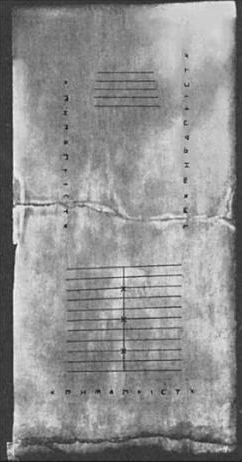
Una fotografia antiga de l'Àbac grec de Salamina. L'original és de marbre i es troba al museu nacional d'epigrafia d'Atenes.

### Àbac grec de Salamina
L'àbac grec de Salamina és una taula de marbre trobada a Salamina el 1846. Està datat al voltant de l'any 300 aC. Les mides de la taula de marbre són de 150 × 75 × 4,5 cm.
A la taula hi apareixen cinc grups de marques.
Els tres conjunts de símbols grecs arranjats al llarg de les vores esquerra, dreta i la de davall de la taula són els nombres del sistema acrofònic.
Al centre de la taula – un conjunt de 5 és línies paral·leles dividides al mig per una línia vertical, coberta d'una semicircumferència en la intersecció de la línia horitzontal de més a baix i la línia vertical. Sota d'una escletxa horitzontal àmplia hi ha un altre grup d'onze línies paral·leles. Aquestes es divideixen en dues seccions per una línia perpendicular a elles, però amb la semicircumferència en la part superior de la intersecció; les terceres, sisenes i novenes d'aquestes línies estan marcades amb una creu al punt on s'encreuen amb la línia vertical.

### Àbac romà

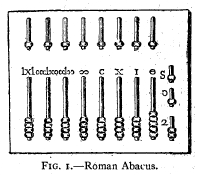
Àbac romà.

Consisteix en una tauleta amb solcs. A la dreta hi ha una columna de tres solcs identificats amb els símbols S (semiunça), ɔ (Quart d'unça) i Z o 2 (terç d'unça). Seguint cap a l'esquerra hi ha una columna de dos solcs, un a baix i un altre a dalt identificats amb el símbol θ (que vol dir unça). Llavors venen 7 columnes de dos solcs cada una, identificades successivament de dreta a esquerra amb I (unitats), X (desenes), C (centenes), CIɔ (milers), CCIɔɔ (desenes de milers), CCCiɔɔɔ (Centenes de milers) i |X| (Milions).
A les columnes de solcs corresponents des de les unitats fins als milions, la columna de davall conté quatre pedretes i la de damunt en té una. Per representar una xifra de l'1 al 4 es desplaça cap amunt el corresponent nombre de pedres del solc de davall. Per representar el 5 es desplaça la pedra del solc del damunt. Les xifres del 6 al 9 es representen deixant a dalt la pedra del solc del damunt i desplaçant del solc de davall tantes pedres com unitats passen de 5.
La columna de les unces serveix per representar fraccions duodecimals. Al solc de davall hi ha 5 pedres i al de damunt n'hi ha una. Cada pedra del davall representa una dotzena part i la del damunt sis dotzenes parts. Afegint les dues es poden representar des d'una fins a onze dotzenes parts.
El solc S té una pedra que desplaçant-la representa mitja unça o, cosa que és el mateix, 1/24 part d'unitat. El ɔ també en té una per representar 1/48 part i el 2 en té dues i permet representar 1 o 2 terços d'unça o 1/36 o 2/36 parts d'unitat.

### Àbac xinès

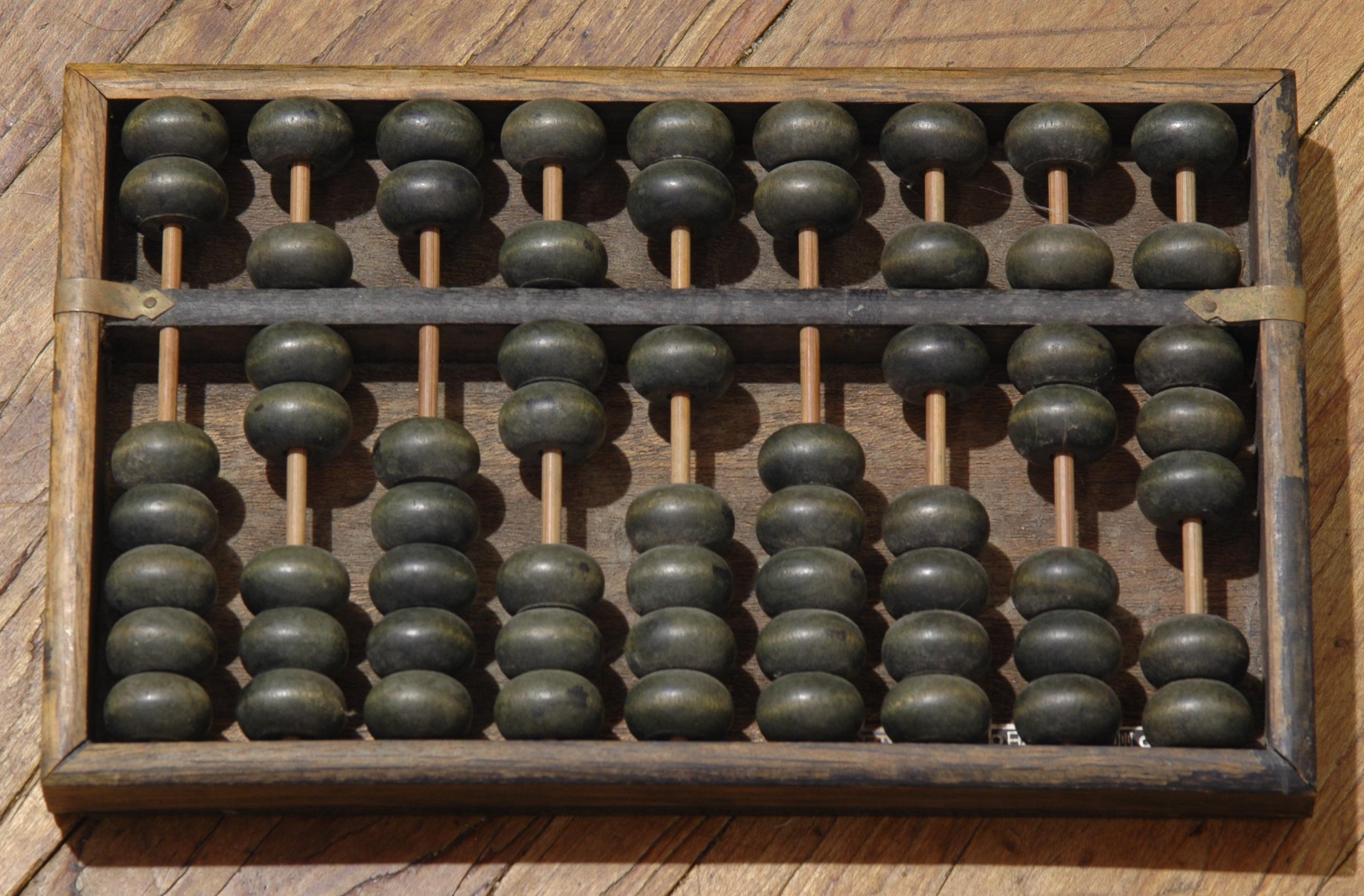
Àbac Xinès

El suanpan és un àbac d'origen Xinès descrit per primera vegada en un llibre del 190 de la Dinastia Han, titulat Notes Suplementàries sobre l'Art de les Xifres escrit per Xu Yue.
El famós panorama Al llarg del riu durant el festival Qing Ming pintat per Zhang Zeduan (1085-1145) durant la Dinastia Song (960-1279) podria contenir un suanpan al costat d'un llibre de comptes i les prescripcions del metge al taulell d'un apotecari). Tanmateix, la identificació de l'objecte com a àbac és una qüestió discutida.
El suanpan 5+1 va aparèixer durant la dinastia Ming, una il·lustració en un llibre de 1573 sobre el suanpan mostrava un suanpan amb un gra a damunt i cinc al davall. Això no obstant, l'àbac més comú va ser el de 5+2, tal com es descriu en el popular llibre Suanfa tongzong (1592) de Cheng Dawei.
La similitud de l'àbac romà amb el xinès suggereix que un podria haver inspirat l'altre, ja que hi ha una alguna evidència de relació comercial entre l'Imperi Romà i la Xina. Tanmateix, no es pot demostrar cap connexió directa, i la similitud entre els àbacs pot ser fortuïta, havent sorgit tots dos del fet de comptar amb cinc dits de cada mà. On el model romà i el xinès tenen 4 més 1 grans per lloc decimal, la versió antiga del suanpan xinès en te 5 més 2, fet que simplifica els algoritmes aritmètics, i també permetent utilitzar-lo amb un sistema de numeració hexadecimal. En comptes de córrer en filferros com en els models xinesos i japonesos, els grans del model romà corren en solcs, presumiblement fent molt més lents els càlculs aritmètics.
Un altre origen possible del suanpan són les barres de comptes xineses, que operaven amb un sistema de valor posicional decimal amb un lloc buit com a zero.
Hi ha dos tipus de grans en el suanpan, els de la part de baix, sota de la barra de separadors, i els de la part superior damunt d'aquesta. Els de la part de baix s'anomenen de vegades grans de terra o grans d'aigua, i tenen un valor d'1 a la seva columna. Els de la part superior s'anomenen a vegades grans del cel i tenen un valor de 5 a la seva columna. Les columnes són com els llocs en xifres decimals: una de les columnes, normalment la de la més a la dreta, representa el lloc de les unitats; a l'esquerra d'aquesta les desenes, els centenars, els milers, etcètera, i si hi ha columnes a la dreta de les unitats, són el lloc de dècimes, lloc de les centèsimes, etcètera.
El suanpan és un àbac de 2:5: dos grans de cel i cinc grans de terra. Per, de fet, representar nombres decimals i sumar o restar tals nombres, estrictament es necessita només un gra superior i quatre grans inferiors a cada columna. Així aquests grans extres es podrien utilitzar per representar nombres hexadecimals en el suanpan i sumar-los o restar-los. També, alguns mètodes "antics" per multiplicar o per dividir nombres decimals utilitzen aquells grans extres com la "tècnica de Gra Extra" o la "Tècnica del Gra suspès".

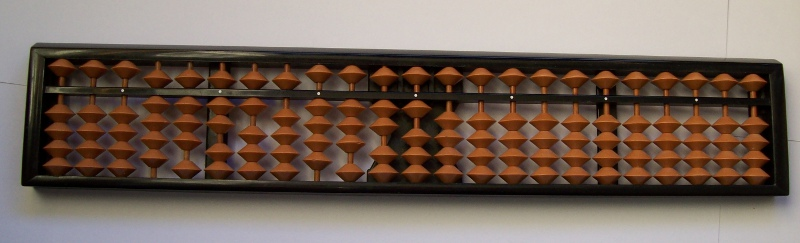
Àbac japonès representant el nombre 987.654.321

### Àbac japonès
El soroban (算盤, そろばん) o àbac japonès, és una evolució de l'àbac xinès que va ser importat al Japó al segle xv en el període Muromachi. Va prendre la seva forma actual en els anys 1930. No implica més que el mínim de boles requerides per efectuar les operacions sobre l'àbac. És a dir una de sola quinària (dalt de l'àbac) i 4 d'unàries (a baix). En general, un soroban té almenys una quinzena de columnes, però pot arribar a tenir-ne fins a 21, 23, 27 o 31 columnes.

### Àbac rus

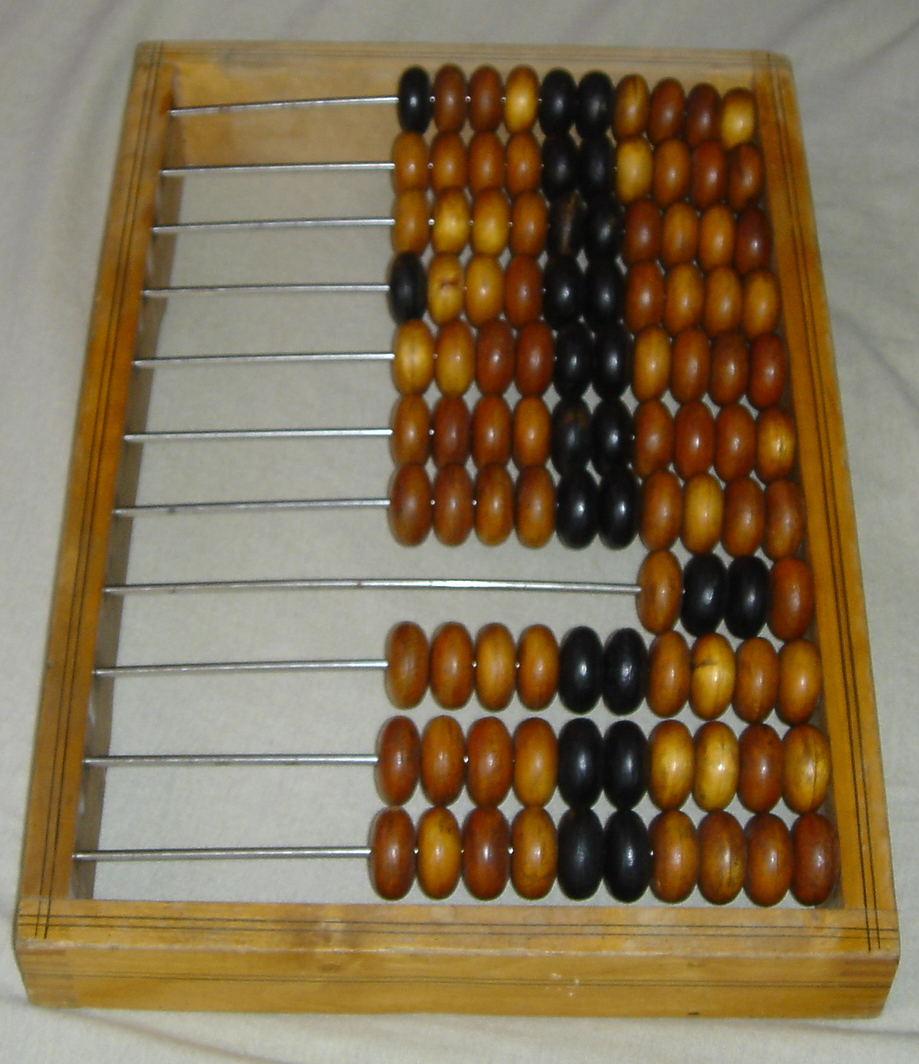
Àbac rus

L'àbac rus, el sxioti (счёты), normalment té una coberta inclinada única, amb deu grans a cada filferro, excepte un filferro que té quatre grans, per a fraccions de quart de ruble (aquest filferro és normalment prop de l'usuari). Els models més vells tenen un altre filferro de 4 grans per a quarts de copec, que es varen encunyar fins a 1916. L'àbac rus s'utilitza sovint verticalment, amb els filferros d'esquerra a dreta a la manera d'un llibre. Normalment, els filferros es dobleguen amb un bony cap amunt en el centre, perquè els grans tendeixin a desplaçar-se cap a qualsevol dels dos costats. Es posa a zero quan tots els grans estan cap a la dreta. Durant la manipulació, els grans es mouen cap a l'esquerra. Per facilitar la visualització, els 2 grans mitjans a cada filferro (el 5è i el 6è gra) normalment són d'un color diferent dels altres vuit grans. De la mateixa manera, el gra esquerre del filferro de milers (i el filferro d'un milió, si és que hi és present) pot tenir un color diferent.
Com a mecanisme simple, barat i fiable, l'àbac rus era en ús a totes les botigues i mercats per tota l'Anterior Unió Soviètica, i el seu ús s'ensenyava a moltes escoles fins als anys 1990. Ni tan sols la invenció el 1874 de la calculadora mecànica els havia reemplaçat a Rússia. L'àbac rus només va començar a perdre popularitat després de la producció en sèrie de les calculadores electròniques que va començar a la Unió Soviètica el 1974. Avui es considera arcaic i ha estat substituït per la calculadora.

## Àbacs on les xifres es representen emprant símbols
En els àbacs com el romà els nombres es representen mitjançant unes sèries de dígits i cada un d'aquests dígits es representa emprant pedres que cal comptar per a saber a quina xifra correspon. Els càlculs s'aconsegueixen movent aquestes pedres que en afegir-ne o traure'n generen les noves xifres que componen el nombre resultat de l'operació.
A partir del segle X apareixen nous àbacs on les xifres es representen amb símbols. En aquests àbacs les operacions es fan manipulant aquests símbols en alguns casos emprant mecanismes que els faciliten.

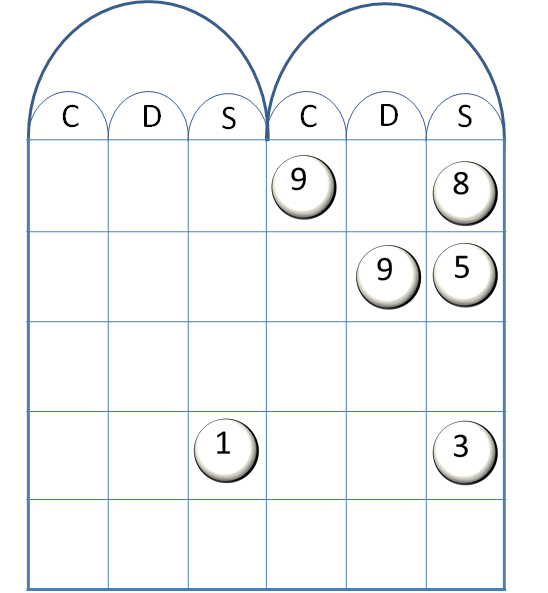
Representació d'una part de l'àbac de Gerbert amb els nombres 908 i 95 i el resultat de sumar-los 1003.

### Àbac de Gerbert
En aquest àbac es fa servir la numeració decimal que Gerbert va aprendre a Vic i a Ripoll entre els anys 967 i 970 on va estudiar sota la protecció del Comte Borrell II de Barcelona.
Es creu que Gerbert va ser la primera persona a fer servir la paraula llatina abacus.
L'àbac de Gerbert ha estat descrit amb detall pel seu deixeble Bernelinus. El seu funcionament l'explica Gerbert en la seva obra Regula de abaco computi, en què les regles per a efectuar les operacions aritmètiques de suma resta i multiplicació coincideixen amb les actuals mentre que per a la divisió fa servir un mètode de divisió complementària.
Aquest àbac està format per trenta columnes destinades a contenir les xifres que representen els nombres. Les tres columnes de la dreta estan reservades pels decimals. Les altres 27 columnes es troben agrupades en blocs de tres en tres. A cada bloc de tres columnes, la de la dreta està encapçalada pel símbol S (singular), la del mig pel D (desenes) i la de l'esquerra pel C (centenes).
Els nombres es representen ubicant a les columnes peces que tenen escrites cada una de les 9 xifres decimals. El zero no calia en aquest àbac, perquè l'absència de peça indica que el nombre no té cap quantitat de la columna corresponent.

### Àbac neperià
Amb l'àbac de Gerbert per fer les operacions cal memoritzar les taules de multiplicar. El 1617 John Napier va publicar la invenció d'un àbac basat en varetes. Amb aquest àbac, els productes es redueixen a operacions de suma i els quocients a restes.
L'àbac consta d'un tauler amb vora en què es col·locaran les varetes per a efectuar les operacions de multiplicació o divisió. El tauler té la seva vora esquerra dividida en 9 caselles en les quals s'escriuen els nombres de l'1 al 9.
Les varetes estan dividides en 9 quadrats, excepte el superior, cada quadrat està dividit en dues meitats per un traç diagonal.
A la primera casella de cada vareta s'escriu el nombre, omplint les següents amb el nombre multiplicat per dos, tres, quatre i així successivament fins a nou. Els dígits resultants del producte s'escriuen un a cada costat de la diagonal i en aquells casos en què sigui inferior a 10, s'escriuen en la casella inferior, escrivint en la superior un zero.
Per calcular un producte amb aquest àbac, per exemple per multiplicar el nombre 46785399 per 7, es posen al tauler les varetes corresponents al nombre, tal com es mostra a la figura, llavors es llegeix el resultat en la faixa horitzontal corresponent al 7, per fer-ho només calen sumes senzilles de nombres d'una xifra cada un, portant-ne en els dígits situats a diagonal.

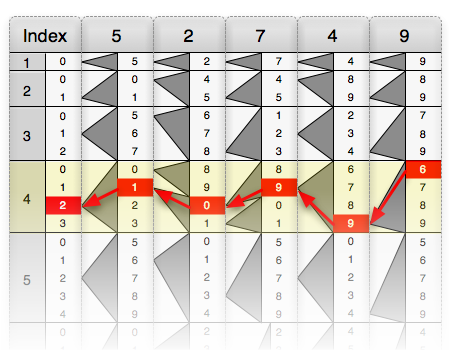
Càlcul de 4*52749=210996 amb l'àbac de regletes de Genaille-Lucas.

### Àbac de regletes de Genaille-Lucas
Les regletes de Genaille-Lucas són una millora de les de Napier. Varen ser desenvolupades el 1885 per Henri Genaille a partir de la proposta teòrica del matemàtic Édouard Lucas.
Amb aquestes regletes l'àbac proporciona directament el resultat sense necessitat de fer les sumes.
La diferència amb les regletes de Napier és que a la part que correspon a les unitats, en comptes de tenir un resultat en té tants de possibles com poden resultar d'afegir-hi el ròssec del producte de la xifra anterior, llavors a la part que correspon a les desenes, en comptes del nombre de desenes hi ha un o dos triangles que fan la funció de fletxes indicant quina de les unitats de la xifra següent és la que té acumulades les desenes de l'actual.
Per exemple, a la figura de la dreta es representa la multiplicació de 52.749 per 4. En multiplicar 4 per 9 sempre queden 3 desenes a afegir al següent dígit, per això la primera regleta a la fila del 4 hi ha un triangle que engloba tots els resultats possibles i apunta al resultat de la següent xifra més 3 unitats. En canvi en multiplicar 7 per 7 pot ser que calgui afegir 4 o 5 unitats a la següent xifra depenent del ròssec anterior. Per això a la tercera regleta a la fila del 4 hi ha dos triangles, un que engloba els resultats possibles 8 i 9 que apunta a la següent xifra més 4 unitats i un altre que engloba els resultats possibles 0 i 1 i que apunta al resultat de la següent xifra més 5 unitats. Tal com s'aprecia a la figura el resultat de la multiplicació (210.996) es llegeix directament.

## Àbacs a l'Amèrica precolombina

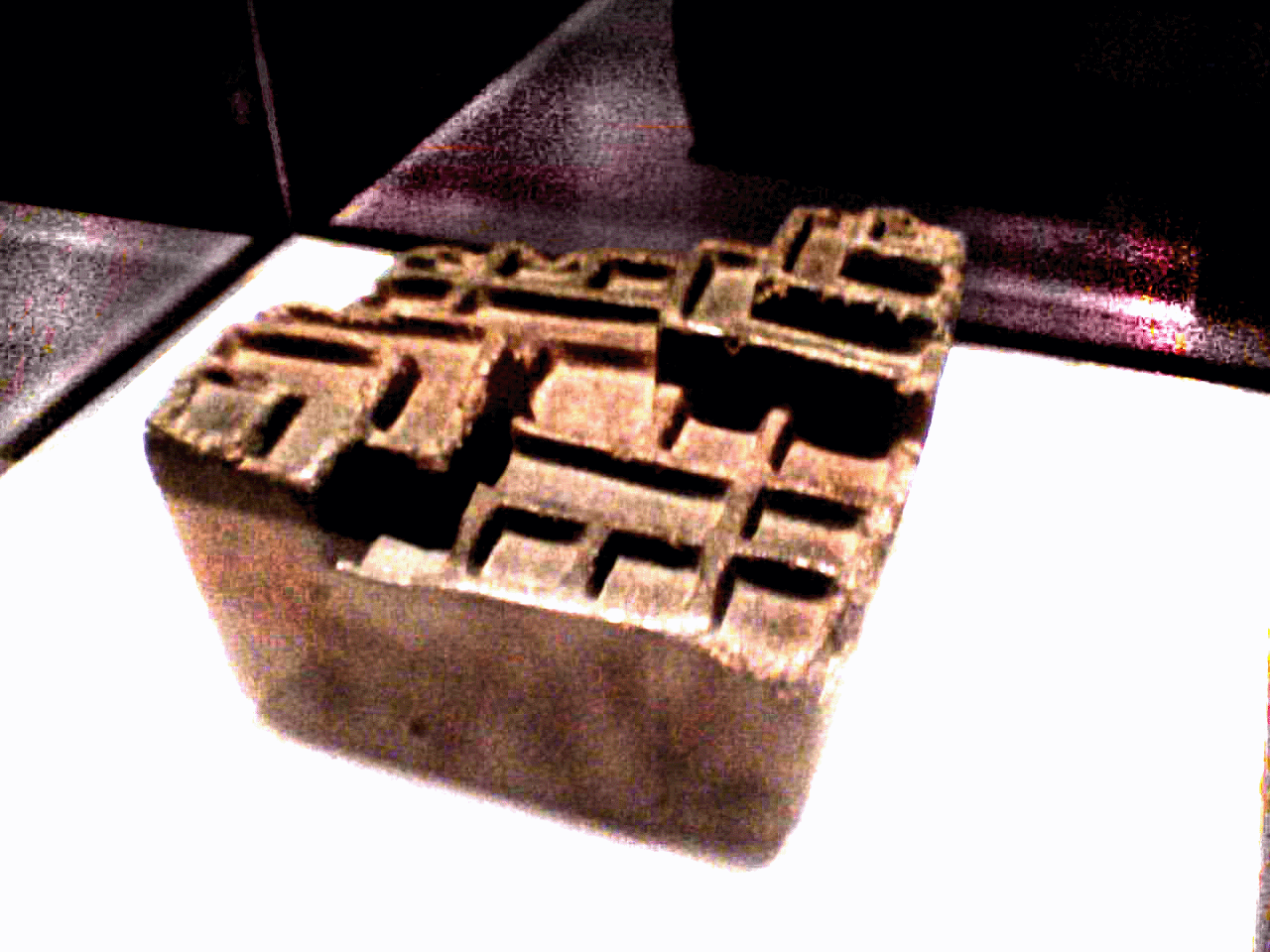
Yupana, emprat pels Inques.

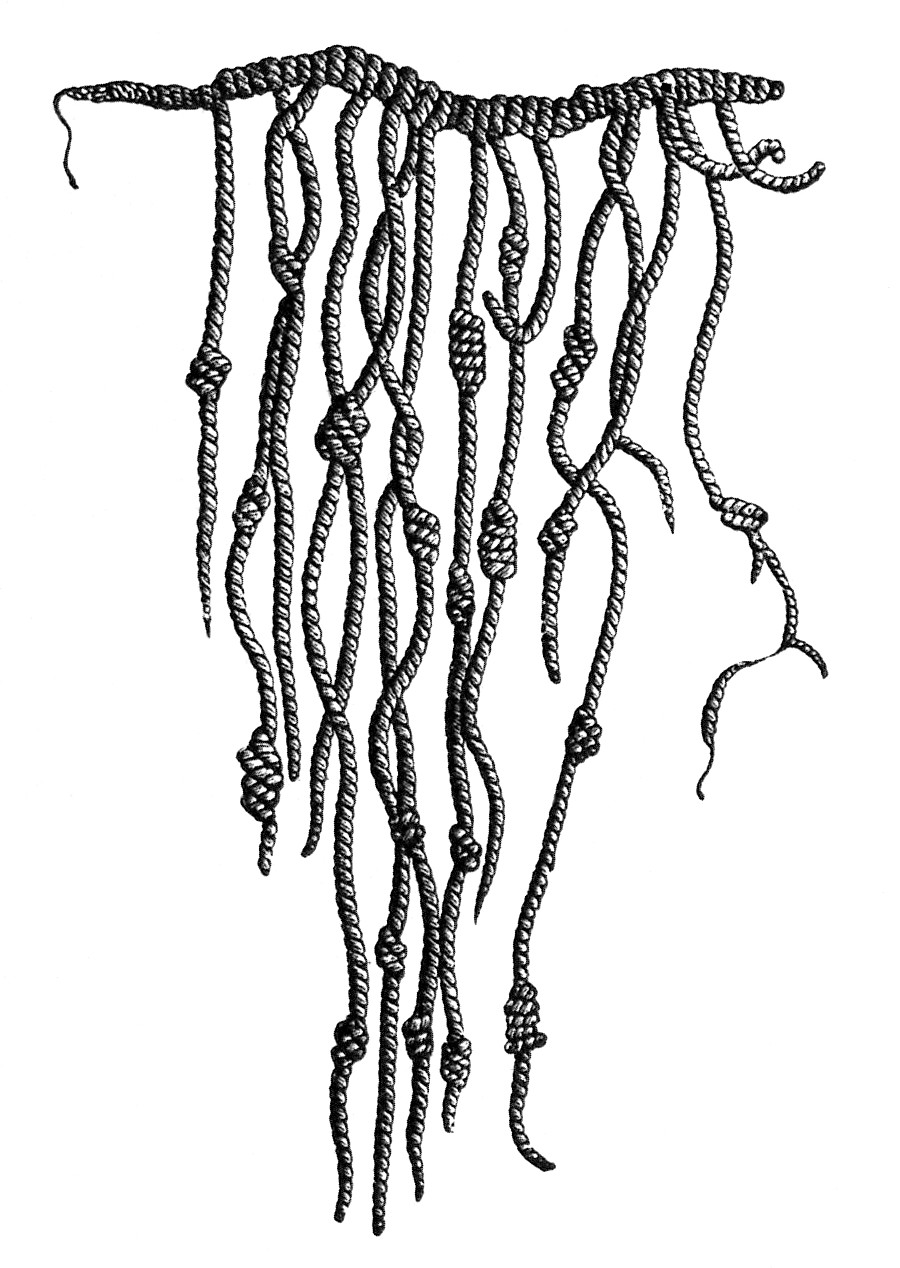
Representació d'un quipu Inca

Algunes fonts esmenten l'ús d'un àbac anomenat nepohualtzintzin en la cultura Maia antiga. Aquest àbac de mesoamericà utilitzava un sistema de base-20 de 5 dígits.
La paraula Nepohualtzintzin ve del Nahuatl i és format per les arrels; Ne - personal; pohual o pohualli - el compte; i tzintzin - elements similars petits. I el significat complet era: "comptant amb elements similars petits per algú". El seu ús s'ensenyava al "Kalmekak" als "temalpouhkeh", que eren estudiants dedicats a dur els comptes dels cels, des de la infantesa. Malauradament, el Nepohualtzintzin i el seu ensenyament varen ser entre les víctimes de la destrucció dels conqueridors espanyols, que els varen atribuir un origen diabòlic en observar les enormes propietats de representació, precisió i velocitat dels càlculs.
Aquesta eina aritmètica es basava en el sistema vigesimal (base 20). Per als asteques el compte per vintenes era completament natural. El Nepohualtzintzin estava dividit en dues parts principals separades per una barra o cordó intermedi. En la part esquerra hi havia quatre grans, que a la primera fila tenen valors unitaris (1, 2, 3, i 4), i en el costat dret hi ha tres grans amb valors de 5, 10, i 15 respectivament. Per saber el valor dels grans respectius de les files superiors, n'hi ha prou amb multiplicar per 20 (cada fila), el valor que els correspondria si estiguessin a la primera fila.
Tot plegat, hi havia 13 files amb 7 grans en cada una, el que comprenia 91 grans a cada Nepohualtzintzin. Aquest era un nombre bàsic a entendre, 7 vegades 13, una relació estreta concebuda entre fenòmens naturals, el submon i els cicles dels cels. Un Nepohualtzintzin (91) representa el nombre de dies que dura una estació de l'any, dos Nepohualtzitzin (182) és el nombre de dies del cicle del blat de moro, des de la seva sembra fins a la seva recol·lecció, tres Nepohualtzintzin (273) és el nombre de dies de la gestació d'una criatura, i quatre Nepohualtzintzin (364) completa un cicle i s'aproxima a un any (fa curt en 1 dia i 1/4). Val la pena esmentar que el Nepohualtzintzin permetia representar ordres de magnitud entre 10 i 18 en coma flotant, cosa que permet calcular tant quantitats astronòmiques així com infinitesimals amb precisió absoluta, el que traduït a aritmètica informàtica moderna vol dir que no es permeten errors d'arrodoniment.
La redescoberta del Nepohualtzintzin va ser deguda a l'enginyer mexicà David Esparza Hidalgo, que en els seus viatges per tot Mèxic va trobar gravats diversos i pintures d'aquest instrument i en va reconstruir uns quants fets d'or, jade, incrustacions de closca, etc. També s'han trobat Nepohualtzintzin molt antics atribuïts a la cultura Olmeca.
George I. Sanchez, "Aritmètica en Maia", Texas d'Austin, 1961 va trobar un altre àbac en base 5, i base 4 al Yucatán que també calculava dades del calendari. Això era un àbac digital, en una mà es feien servir 0, 1, 2, 3 i 4; i en l'altra mà es feien servir 0, 1, 2 i 3. Observeu l'ús del zero al començament i al final dels dos cicles.
El quipu dels Inques era un sistema de cordons en els quals es feien nusos utilitzats per a enregistrar dades numèriques, com avançats bastons de recompte - però no es feien servir per realitzar càlculs. Els càlculs es feien utilitzant un yupana (paraula quítxua que vol dir "eina de compte") que encara era en ús després que els espanyols envaïssin el Perú. El principi de funcionament d'un yupana és desconegut, però el 2001 el matemàtic italià Nicolino De Pasquale va proposar una explicació de la base matemàtica d'aquests instruments. Comparant la forma d'uns quants yupanas, els investigadors trobaven que els càlculs es basaven a fer servir la successió de Fibonacci 1, 1, 2, 3, 5 i potències de 10, 20 i 40 com valors posicionals per a les diferents àrees de l'instrument. Emprant la successió de Fibonacci es mantindria el nombre de grans dins d'una àrea qualsevol al mínim.

## Abacista
Abacista era el nom donat a un partidari d'emprar l'àbac com a instrument de càlcul a partir del segle xii, quan a Europa l'instrument havia estat gradualment substituït.

## Galeria d'imatges

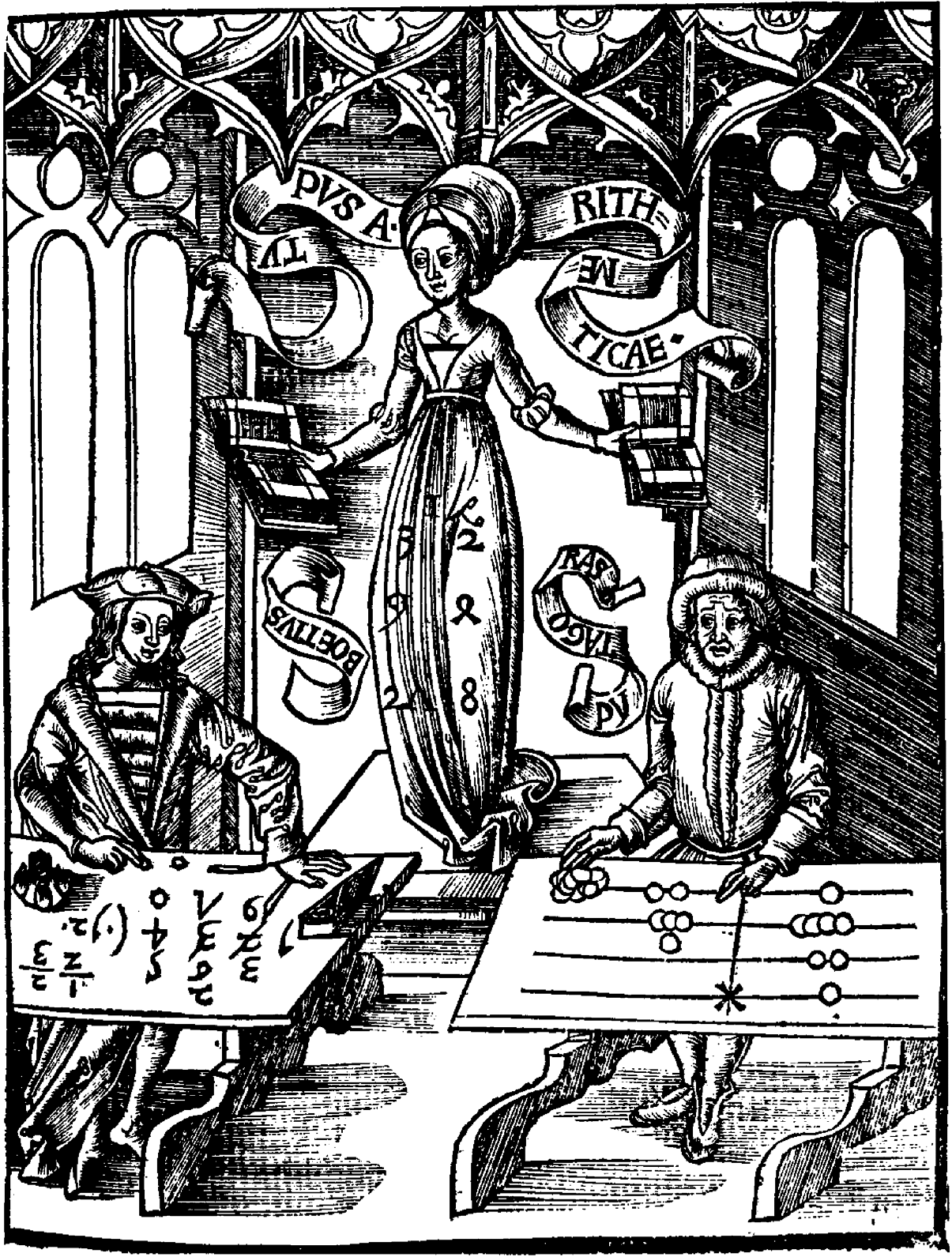
Gregor Reisch
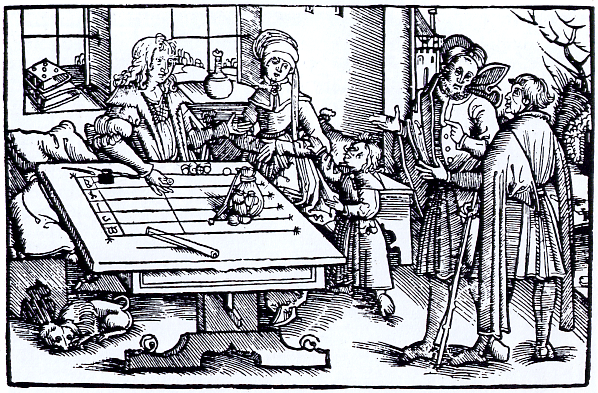
Rechentisch
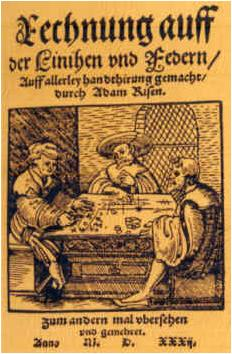
Rechnung auff der Linihen und Federn
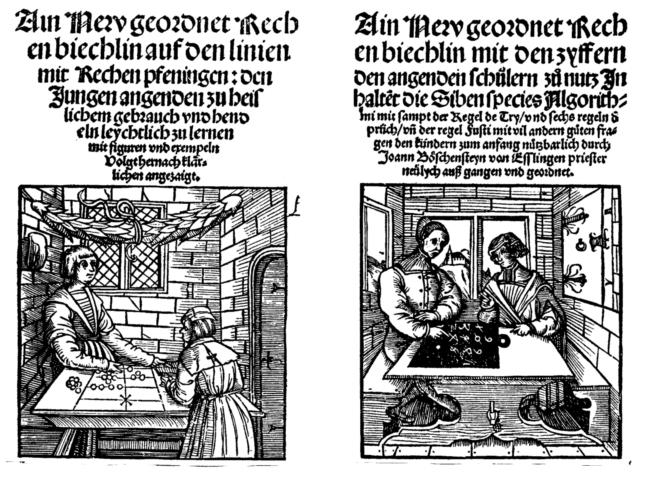
Köbel Böschenteyn
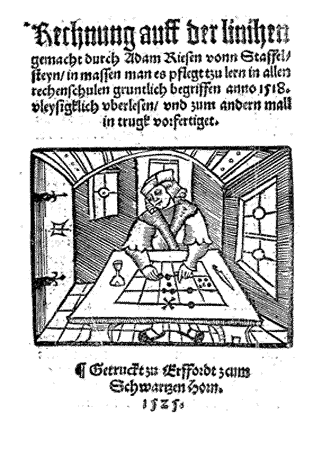
Rechnung auff der linihen
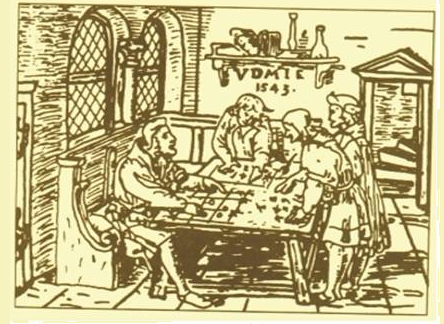
Robert Recorde
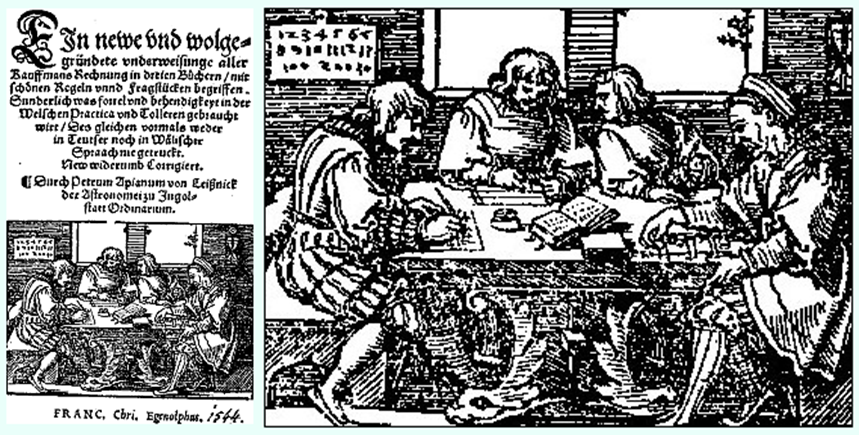
Petrus Apianus
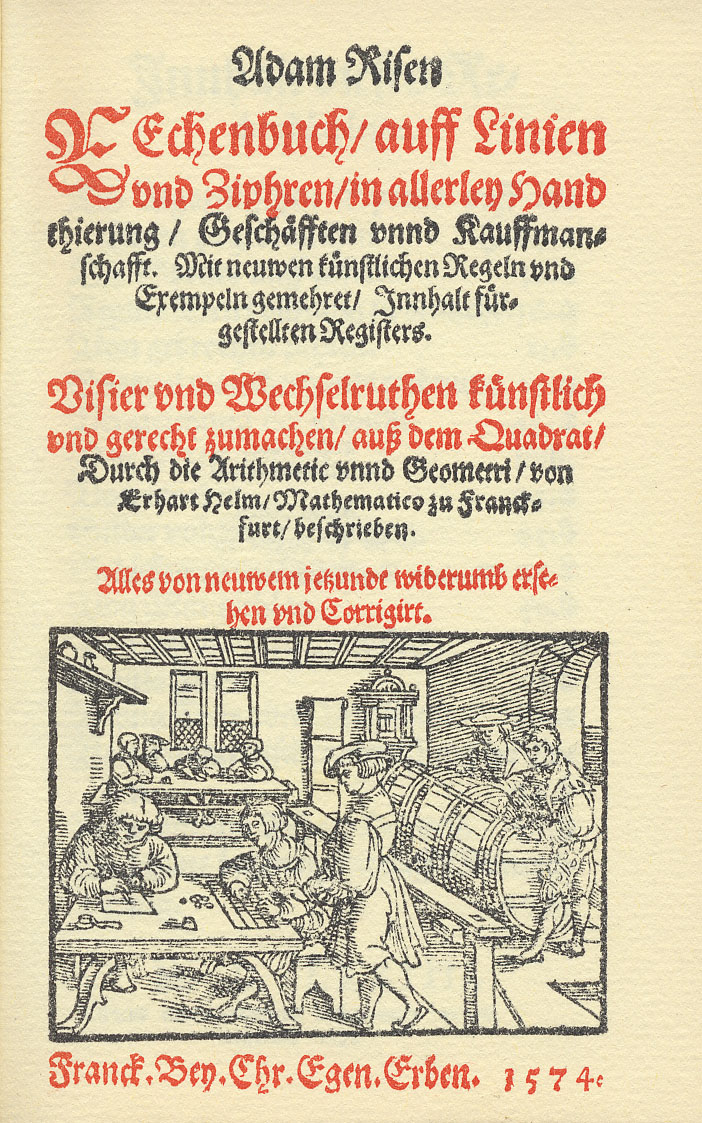
Adam Ries